# Časování RAM
Paměti RAM se používají v počítačích pro rychlé ukládání a čtení dat. Jaká operace se s pamětí provádí, je dáno stavem řídicích signálů. Pro operace čtení, zápis, obnova informace (refresh) existuje protokol definovaný výrobcem, který mimo jiné určuje dynamické charakteristiky paměti. 

## Paměť typu statická RAM
U nejjednoduššího typu statické paměti typu RWM existují dva signály: CS (chip select) pro výběr obvodu, WR pro určení operace zápis/čtení. Je definován čas tcs pro dobu potřebnou pro výběr obvodu (aktivní CS), dále minimální délku času twr pro zápis jednoho slova do paměti a minimální délka času tread pro čtení slova z paměti.
U nejjednoduššího typu paměti typu ROM existují dva signály: CS (chip select) pro výběr obvodu, OE pro aktivaci výstupů paměti (sdílení datové sběrnice více obvody). Je definován čas tcs pro dobu potřebnou pro výběr obvodu (aktivní CS), dále minimální délku času toe pro čtení jednoho slova z paměti na výstup.

## Paměť typu dynamická RWM-RAM

### Paměť typu DDR a SDR
Dynamické paměti typu DDR a SDR pracují v jednotkách nanosekund (typ GDDR4 i pod 1 ns). Z tohoto důvodu je třeba rozdělit čtení a zápis na suboperace, které vyžadují svůj čas pro ustálení řídících a datových signálů. Moderní počítače umožňují tyto časy měnit, a tak se dá zvýšit výkon operačních pamětí. Tyto časy se v angličtině označují jako time, latency či delay. 

### Přístup do paměti
Paměť je organizována podle adres do řádků a sloupců. Nejprve je třeba vyčkat na ustálení stavu signálů před adresováním paměti, což se zajistí čekáním RAS precharge. Doba potřebná pro adresaci řádku odpovídá časování RAS to CAS. Poté se čeká na adresaci výběru sloupce CAS nebo CL. Poté lze data číst nebo zapisovat. Paměti také potřebují jistou dobu ponechat adresaci řádku aktivní, než se může přejít na adresaci dalšího řádku danou dobou tRAS, která však může být stejně krátká jako RAS to CAS. Čím jsou tato zpoždění menší, tím je reálná propustnost dat vyšší. Může se však stát, že hardware na některé krajní hodnoty reaguje snížením výkonu. Například snížením CL z hodnoty 2 na 1.5 může poklesnout efektivní rychlost čtení i zápisu o třetinu (to je způsobeno tím, že hardware tyto krajní hodnoty nahradí výchozími hodnotami časování).

### Základní časování pamětí DDR a SDR
| Název         | Typické hodnoty (hodinových taktů) | Popis                                                                                 |
| ------------- | ---------------------------------- | ------------------------------------------------------------------------------------- |
| CAS nebo CL   | 2-5                                | udává zpoždění dat na výstupu paměti po jejich výběru, nebo zpoždění pro jejich zápis |
| RAS to CAS    | 3-5                                | udává zpoždění mezi výběrem řádků a adresací sloupce paměti                           |
| RAS precharge | 3-5                                | udává zpoždění po výběru paměti do adresace řádku                                     |
| tRAS          | 5-10                               | délka trvání adresace řádků                                                           |